# Wójtowice (przystanek kolejowy)
Wójtowice – nieistniejący przystanek osobowy na zlikwidowanej linii kolejowej nr 321 Grodków Śląski - Głęboka Śląska, w miejscowości Wójtowice, w województwie opolskim, w powiecie brzeskim, w gminie Grodków, w Polsce.